# Коропець (село)
Коропе́ць — село в Україні, у Золочівському районі Львівської області. Розташоване в неглибокій долині річки Золотої Липи
Населення становить 267 осіб. Колишній орган місцевого самоврядування — Коропецька сільська рада.

## Історія
Засноване у 1427 році.
У документах із 1461 року назва села записана як «Кропиеч». Збережені архіви з колишнього замку в Поморянах свідчать, що Коропець належав у давнину родині Кердеїв, панів Золочева і Поморян. Ще в 1595 році Кердеї були панами на замку в Коропці, але з бігом часу замок не тільки перестав існувати, а навіть від нього не залишилося ніякого сліду. У 1604 році власниками Коропця були Ян з роду Пекарських. Як подають давні хронічки, в 1607 році татари «великою масою» напали на Коропець і «зрівняли село з землею». Після цього нападу Пекарський наново заселив село і відбудував знищений татарами замок.
Черговими власниками села була родина Собєських, а після них, від 1870 року, Лістовські. На це вказують писані джерела, але довгий проміжок часу між Собєськими і Лістовськими дає підставу думати, що в між часі були ще якісь власники села. Ніяких відомостей про цей період часу не вдалося встановити. Останніми землевласниками, аж до 1939 року, були євреї. У 1885 році власник маєтностей мав 902 морги землі, а село 1323. Тоді було в селі 594 мешканці, а саме 509 греко-католиків, 63 римо-католики і 22 жиди. Церква дерев'яна з XVIII сторіччя. У селі була школа і громадська позичкова каса.